# Trolii descoperă lumea
Trolii descoperă lumea (engleză Trolls World Tour) este un film de animație 3D din anul 2020, produs de DreamWorks Animation și distribuit de Universal Pictures.